# Ficus henryi
Ficus henryi är en mullbärsväxtart som beskrevs av Otto Warburg och Friedrich Ludwig Diels. Ficus henryi ingår i släktet fikonsläktet, och familjen mullbärsväxter. Inga underarter finns listade i Catalogue of Life.